# 海坨山

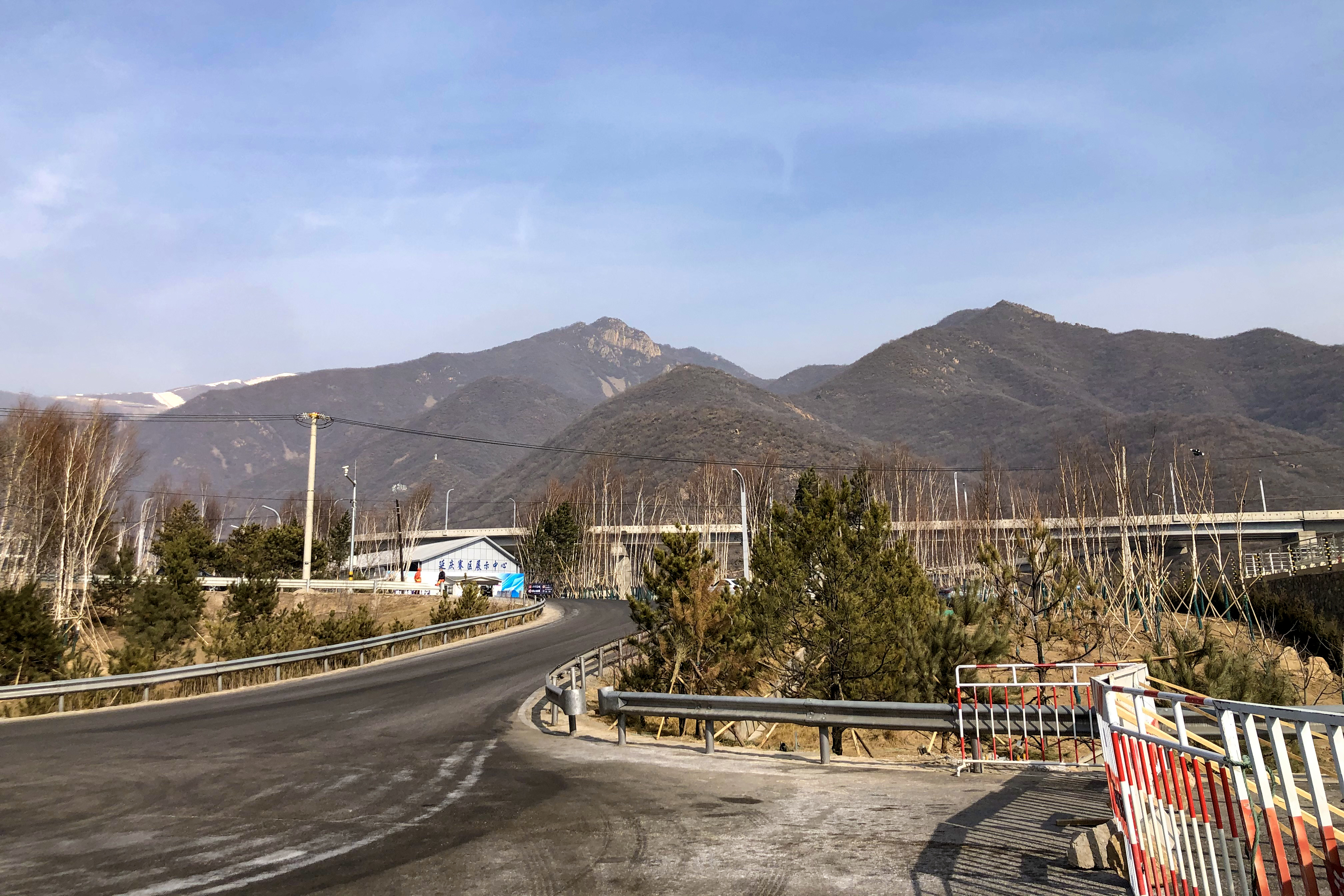
海陀山（2021年2月）

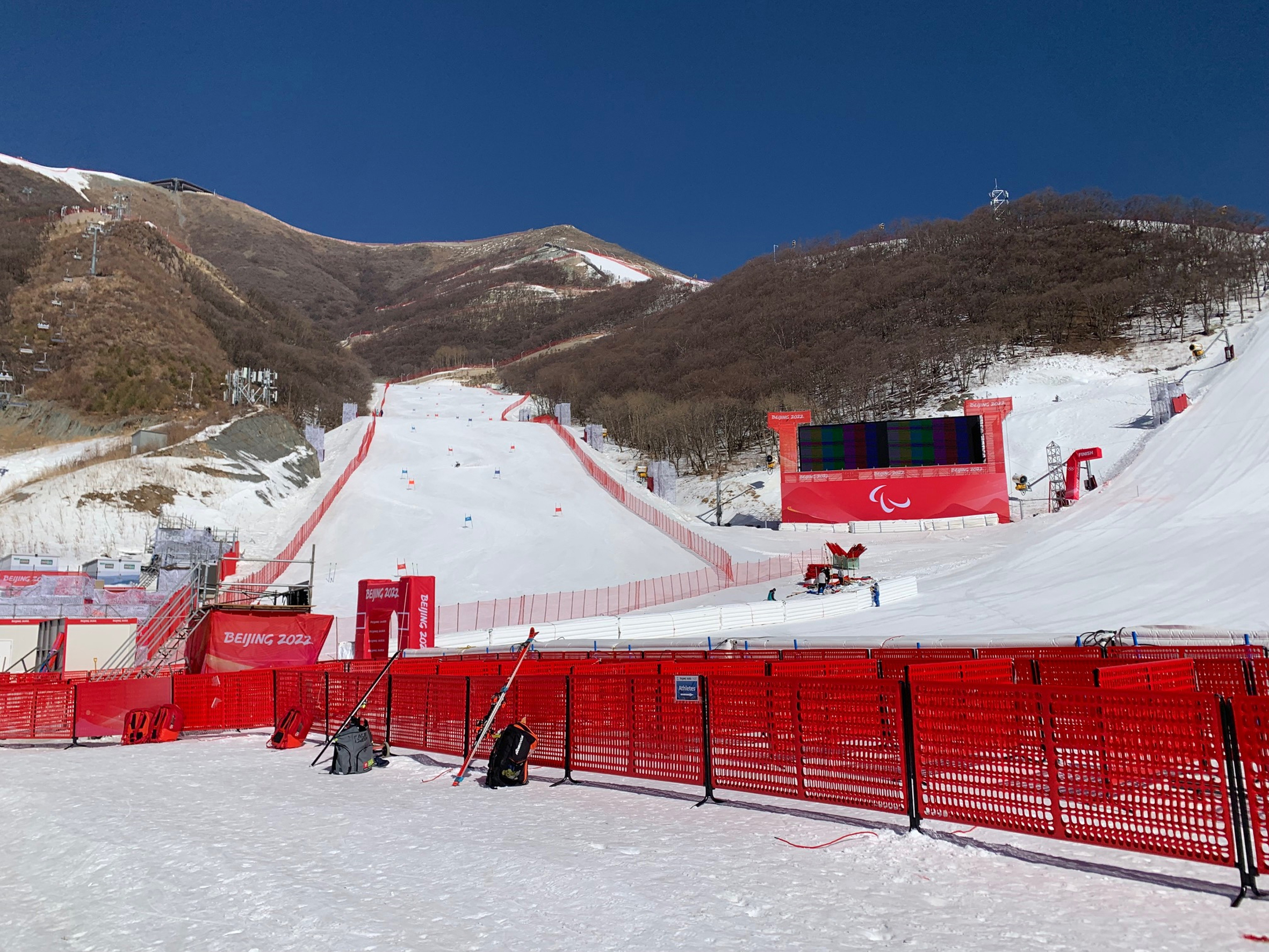
国家高山滑雪中心

海陀山（赤城向称海陀山，延庆曾称海坨山，但2019年延庆政府公众号开始提倡“海陀山”的称法）属军都山系，西接燕然山，主峰大海陀山（古称大翮山，40°34′29.8″N 115°49′06.8″E / 40.574944°N 115.818556°E）海拔2241米，位于延庆赤城交界处，山顶为平缓草甸。夏季最佳旅游季节为7~8月，最好是几场雨后登山，野外锻炼强度中等。南次峰小海坨山（古称小翮山，又讹作“二海坨山”，40°33′29.3″N 115°48′49.8″E / 40.558139°N 115.813833°E）又名松山顶，海拔2198.388米，与主峰几乎处于同一平台上，其南麓被建成国家高山滑雪中心。此外还有海拔1854米的三海陀，位于大海陀以北。
顶峰大、小海陀山形成一南北向的平坦草甸山脊（但南端尽头陡峭），其东麓建有北京松山国家级自然保护区（原位于小海坨山南麓，冬奥申办后东迁）和玉渡山自然保护区，西麓建有赤城大海陀国家级自然保护区。东麓山脚处还建有松山、玉渡山两个森林公园。
大、小海陀山之一被称为北京市第二高峰，取决于京冀界的划分。北京早期出版的地图将大海陀山标为“海坨山”，将小海陀山标为“大海坨山”。北京市在小海陀山顶所立碑文写“松山（海坨山）”。